# Gare de Laigné - Saint-Gervais
La gare de Laigné - Saint-Gervais est une gare ferroviaire française de la ligne de Tours au Mans, située sur le territoire de la commune de Laigné-Saint-Gervais, dans le département de la Sarthe en région Pays de la Loire.
Elle est mise en service en 1858 par la Compagnie du chemin de fer de Paris à Orléans (PO). C'est aujourd'hui une halte ferroviaire de la Société nationale des chemins de fer français (SNCF) desservie par des trains express régionaux TER Pays de la Loire circulant entre Château-du-Loir, ou Tours, et Le Mans.

## Situation ferroviaire
Établie à 58 m d'altitude, la gare de Laigné - Saint-Gervais est située au point kilométrique (PK) 319,332 de la ligne de Tours au Mans. Elle est encadrée par les gares d'Écommoy et Arnage.

## Histoire

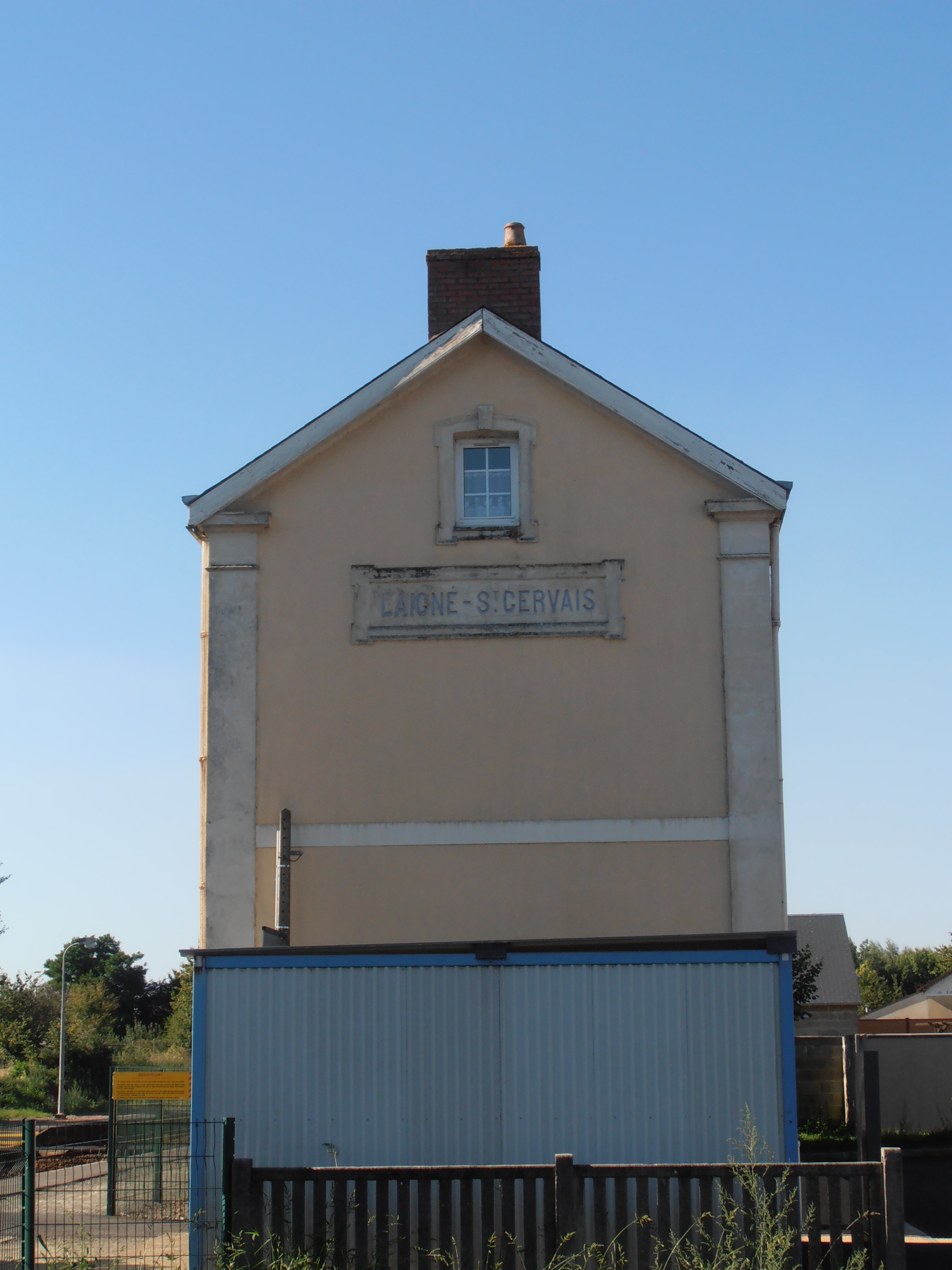
Le Bâtiment voyageur en 2013.

Sur la commune qui compte alors 2 163 habitants, la Compagnie du chemin de fer de Paris à Orléans (PO) établit une station de quatrième catégorie nommée Laigné - Saint-Gervais qu'elle met en service avec sa ligne de Tours au Mans le 19 juillet 1858. Elle fait suite à l'ouverture de la voie ferrée Paris-Rennes via Le Mans en 1854.
En 2010 le bâtiment voyageurs d'origine est toujours présent mais fermé.

### Construction
La construction de la ligne de chemin de fer reliant Tours au Mans est à l’étude dès 1846, mais il faut attendre le 17 août 1853 pour que la construction soit confiée à la compagnie des chemins de fer d’Orléans.
Après trois années de travaux, la ligne de chemin de fer «Le Mans-Tours» est mise en service le 19 juillet 1858 sur une seule voie. En effet, les trains se croisaient sur une seule longueur en double voie installée à Château du Loir. Les deux premiers trains, l’un partant  de Tours à 6h40, l’autre du Mans à 6h35 devaient arriver à la même heure entre 8h15 et 8h30 à Château du Loir.
Ce n’est qu’entre les deux guerres que la double voie est installée sur tout le trajet. Les travaux de doublement de la voie sur la totalité du parcours sont très longs. Ils débutent peu avant la première guerre mondiale et se terminent avant la deuxième guerre mondiale, soit 25 ans de travaux.

## Exploitation
En 1900, le conseil municipal de  Saint-Gervais-en-Belin, dans sa séance du 6 mai, prend une délibération demandant à la Compagnie des Chemins de Fer d’Orléans, d’agrandir la gare en raison de l’importance du trafic et de l’activité des commerçants du pays.
Des entrepôts de 1700 m² sont aménagés le long d’un quai de plus de 50 m.
De 1950 à 1965, trois employés à temps plein, un chef de gare et deux adjoints gèrent le trafic.
On estime que 200 agriculteurs-livreurs et 9 commerçants utilisent régulièrement les services du rail pour leurs expéditions.
Marchandises expédiées depuis la gare de Laigné-Saint-Gervais:
- Cassis : 7 à 10 wagons en provenance de toute la Sarthe vers l’Angleterre (1920).
- Pomme à couteau : vers la Belgique et l’Allemagne. 1000 tonnes par an.
- Pomme de terre : 3000 à 4000 tonnes par an expédiées entre 1945 et 1980.
- Semence de pomme de terre : 100 tonnes par an.
- Pomme à marmelade : 2000 tonnes par an pour la confiture ou les cidreries de Rémalard dans l’Orne et de Vernie dans la Sarthe.
- Pomme à cidre : 2000 tonnes par an (20 wagons par jour en pleine saison).
- Chanvre (la filasse) : 800 tonnes. Jusqu’à 100 charrettes chargées de filasses faisaient la queue sur la route. Cette livraison constitue l’apport d’argent le plus substantiel de l’année.
- Engrais : 4000 tonnes par an (N.P.K., azote, acide phosphorique et potasse).
- Champignons : 200 à 400 kg par jour en pleine saison. Production locale des landes de la Noirie et des Ardriers destination la Villette à Paris.
- Bovins : expédition d’un wagon de 50 veaux de lait vers la Villette tous les mardis.
- Bois de mine pour le boisage des galeries soit 100 wagons par an.
- Le courrier postal : reçu le matin, il représentait 6 à 7 sacs postaux et probablement le même volume le soir.

En 2022, à la gare de Laigné - Saint-Gervais, l’activité marchandise a complètement disparu. Seule la station pour voyageurs reste en activité pour plusieurs centaines de personnes au quotidien (19 TER voyageurs).

## Services voyageurs

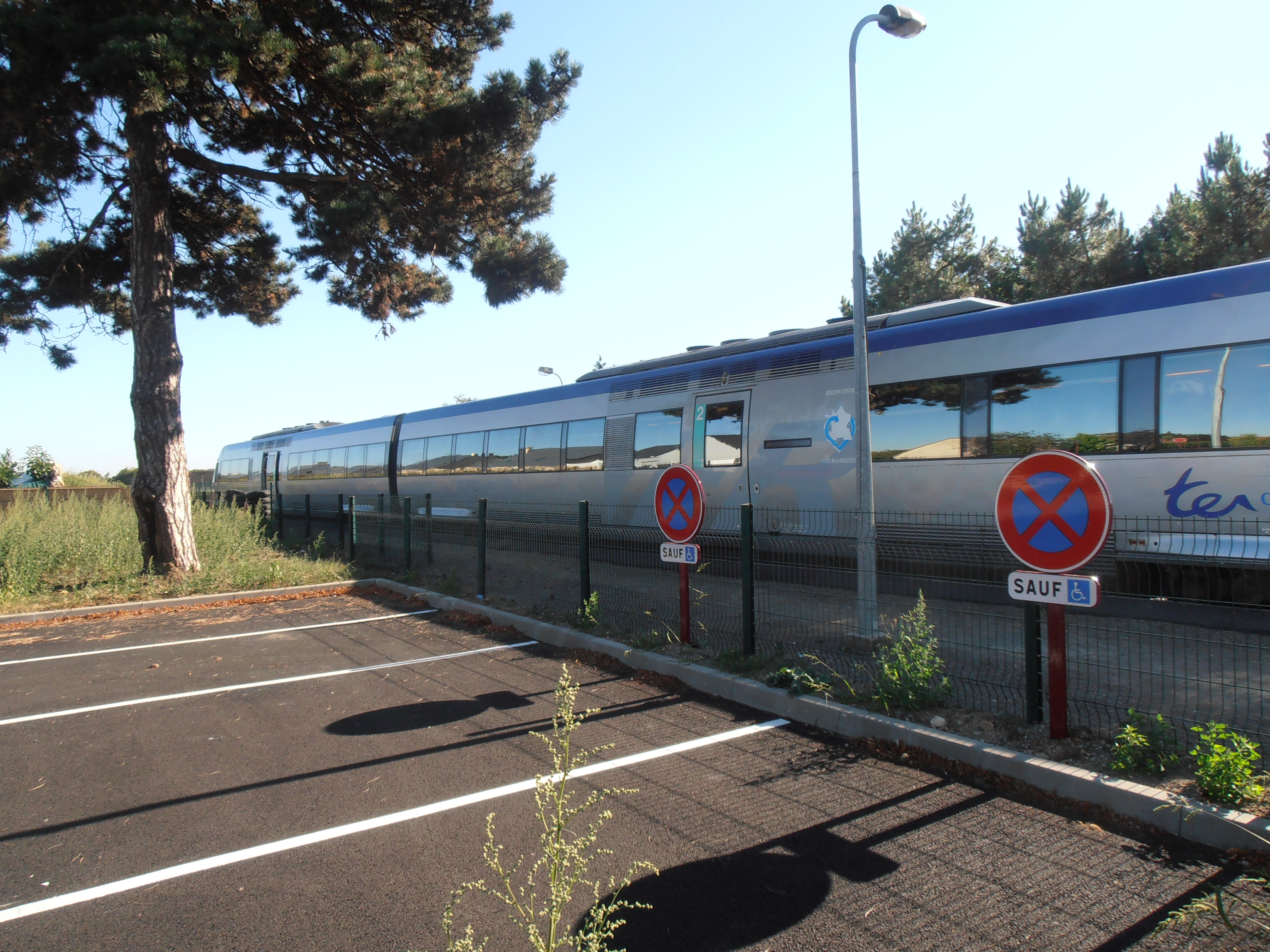
Vue du parking et d'un TER en 2013

### Accueil
Halte SNCF, c'est un point d'arrêt non géré (PANG) à entrée libre. Elle est équipée d'abris de quai.

### Dessertes
Laigné - Saint-Gervais est desservie par des trains du réseau TER Pays de la Loire circulant entre Château-du-Loir, ou Tours, et Le Mans.

### Intermodalité
Un parc pour les vélos et un parking pour les véhicules sont aménagés.